# Amazones d'hier, lesbiennes d'aujourd'hui

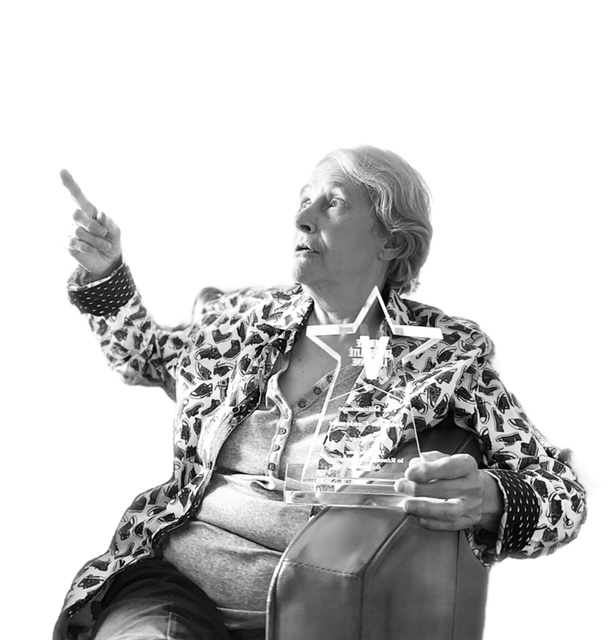
Johanne Coulombe, una de las integrantes del colectivo AHLA, recibiendo el Premio al Activismo creado en su honor como parte del Día de la Visibilidad Lésbica en Canadá, 2022.

Amazones d'hier, lesbiennes d'aujourd'hui (AHLA; traducido a español como Amazonas de ayer, lesbianas de hoy) fue una revista trimestral de lesbianismo político publicada en Montreal entre 1982 y 2014. AHLA era una revista de información y reflexión política, y publicaba artículos y análisis en la línea del lesbianismo radical francófono, firmados entre otras por Monique Wittig y Nicole-Claude Mathieu.

## Historia
La revista fue fundada en 1982 por un grupo de lesbianas formado por Ginette Bergeron, Ariane Brunet, Danielle Charest y Louise Turcotte. Antes de su lanzamiento, el grujo produjo un video documental de 105 minutos concebido y producido entre marzo de 1979 y marzo de 1981, titulado como la revista Amazones d'hier, lesbiennes d'aujourd'hui. AHLA nace tras el final de la revista feminista Les têtes de pioche, cuyo declive se debió en parte a las tensiones entre feministas lesbianas y heterosexuales: la creación de AHLA confirmó la ruptura entre los dos movimientos.
En 1990, la revista reaccionó con textos a la masacre de catorce mujeres en la Escuela Politécnica de Montreal por un hombre armado, el 6 de diciembre de 1989.
En 2019, el grupo de AHLA celebra la digitalización de todos los números de la revista (1982-2014) a través de una velada imitando el famoso programa de entrevistas Tout le monde en parle, titulado Tous les lesbians en parle. Desde entonces, la revista totalmente digitalizada está disponible en Éditions sans fin.
En 2022, la organización lésbica Réseau des Lesbiennes du Québec produjo el documental Amazones d'hier, lesbiennes d'aujourd'hui: 40 ans later que repasa la historia del colectivo homónimo a través de testimonios y archivos. Dirigida por Julie Vaillancourt, Dominique Bourque y Johanne Coulombe, la película fue seleccionada para la 35.ª edición del Festival Image + Nation.

## Posicionamiento

### Lesbianismo radical
Desde el principio, la revista adoptó una perspectiva lésbica radical y afirmó dirigirse solo a las lesbianas. Este es un lesbianismo pensado como una identidad política, diferente a las designaciones de "homosexual", "bisexual", "gay" o "mujer que ama a una mujer", entendida como vida fuera de la heterosexualidad y exclusión del heteropatriarcado. Su objetivo es hacer existir, circular y profundizar el pensamiento lésbico, pero también quiere ser un lugar de encuentro virtual que pueda tener éxito en lugares y eventos lésbicos, así como una forma para que sus redactoras y lectoras se diviertan existiendo.
AHLA, con un posicionamiento propio tanto crítico con el feminismo heterosexual como con las lesbianas feministas, es decir, lesbianas que se encajan en el movimiento feminista mundial y que se adhieren al pensamiento de Adrienne Rich o Christine Delphy, es el principal motor y punto de encuentro del pensamiento lésbico radical.

### Diálogo entre el pensamiento francés, quebequense y estadounidense
Debido a su distribución principalmente en Quebec, aunque también es leída por lesbianas francesas, suizas o belgas, la revista permite la difusión del pensamiento lésbico en Quebec, en particular a través de la publicación de textos de Monique Wittig o Colette Guillaumin. AHLA también es un espacio de diálogo: en el segundo número se publican varias cartas abiertas sobre el colectivo Nouvelles Questions féministes, incluida una en inglés coescrita por Monique Wittig y Colette Guillaumin y dirigida a Adrienne Rich, Kathleen Berry, Betsy Warrior y Andrea Dworkin donde reclaman el derecho a la independencia del pensamiento.